# Liste der Kulturdenkmale in Oberhof
Die Liste der Kulturdenkmale in Oberhof umfasst die als Ensembles, Straßenzüge und Einzeldenkmale erfassten Kulturdenkmale in der thüringischen Gemeinde Oberhof im Landkreis Schmalkalden-Meiningen mit dem Stand vom 24. Februar 2025.
Die Angaben in der Liste ersetzen nicht die rechtsverbindliche Auskunft der zuständigen Denkmalschutzbehörde.

## Legende
- Bild: zeigt ein Bild des Kulturdenkmals und gegebenenfalls einen Link zu weiteren Fotos des Kulturdenkmals im Medienarchiv Wikimedia Commons
- Bezeichnung: Name, Bezeichnung oder die Art des Kulturdenkmals
- Lage: Wenn vorhanden Straßenname und Hausnummer des Kulturdenkmals; Grundsortierung der Liste erfolgt nach dieser Adresse. Der Link Karte führt zu verschiedenen Kartendarstellungen und nennt die Koordinaten des Kulturdenkmals.
 Kartenansicht, um Koordinaten zu setzen – in dieser Kartenansicht sind Kulturdenkmale ohne Koordinaten mit einem roten bzw. orangen Marker dargestellt und können in der Karte gesetzt werden. Kulturdenkmale ohne Bild sind mit einem blauen bzw. roten Marker gekennzeichnet, Kulturdenkmale mit Bild mit einem grünen bzw. orangen Marker.
- Datierung: gibt das Jahr der Fertigstellung beziehungsweise das Datum der Erstnennung oder den Zeitraum der Errichtung an
- Beschreibung: bauliche und geschichtliche Einzelheiten des Kulturdenkmals, vorzugsweise die Denkmaleigenschaften
- ID: Die ID identifiziert das Kulturdenkmal eindeutig. In Thüringen sind aktuell keine IDs veröffentlicht. In der ID-Spalte kann sich auch folgendes Icon  befinden, dies führt zu Angaben zu diesem Kulturdenkmal bei Wikidata.

## Ensembles
| Bild                                    | Bezeichnung                                                                                         | Lage                                                                        | Datierung | Beschreibung | ID |
| --------------------------------------- | --------------------------------------------------------------------------------------------------- | --------------------------------------------------------------------------- | --------- | ------------ | -- |
| Direkt Bild zu diesem Denkmal hochladen | Historischer Ortskern Oberhof (Teilbereich)                                                         | Oberhof, Alte Suhler Straße 4, 10, 14, 16; Jägerstraße 2, 4, 8, 9, 11       |           |              |    |
| Direkt Bild zu diesem Denkmal hochladen | Historischer Straßenzug Tambacher Straße                                                            | Oberhof, Tambacher Straße 9, 15, 16, 18, 20, 21, 22, 23, 24, 28, 30, 32, 40 |           |              |    |
| Direkt Bild zu diesem Denkmal hochladen | Historischer Straßenzug Zellaer Straße                                                              | Oberhof, Zellaer Straße 6, 7, 9, 10, 11, 12, 13, 14, 16, 18, 20, 22         |           |              |    |
| weitere Bilder Fotos hochladen          | Evangelische Christuskirche und Wohnbebauung und Umfriedung                                         | Oberhof, Alte Suhler Straße 16; Jägerstraße 8, 9, 11 (Karte)                |           |              |    |
| weitere Bilder Fotos hochladen          | Friedhof, Kapelle mit Ausstattung, Gefallenendenkmal, Gedenkstein und Wegführung / Friedhof Oberhof | Oberhof, Crawinkler Straße o. Nr.; Theo-Neubauer-Straße o. Nr. (Karte)      |           |              |    |

## Einzeldenkmale nach Gemarkungen

### Oberhof
| Bild                                    | Bezeichnung                                                               | Lage | Datierung     | Beschreibung                                                                                 | ID |
| --------------------------------------- | ------------------------------------------------------------------------- | --- | ------------- | -------------------------------------------------------------------------------------------- | -- |
| Fotos hochladen                         | Lochbrunnen                                                               | Oberhof, Alte Ohrdrufer Straße o. Nr. (Karte)                                                                       |               |                                                                                              |    |
| weitere Bilder Fotos hochladen          | Gasthaus Obere Schweizer Hütte                                            | Oberhof, Alte Ohrdrufer Straße 8 (Karte)                                                                            |               |                                                                                              |    |
| Direkt Bild zu diesem Denkmal hochladen | Wohnhaus und Hotel Ernst Thälmann                                         | Oberhof, Alte Suhler Straße 2                                                                                       |               | Hotel Ernst Thälmann wurde 2002 abgebrochen                                                  |    |
| weitere Bilder Fotos hochladen          | Bahnhof mit Ausstattung                                                   | Oberhof, Am Bahnhof 2, 4 (Karte)                                                                                    |               |                                                                                              |    |
| Fotos hochladen                         | Bahnhof Nebengebäude                                                      | Oberhof, Am Bahnhof 2, 4 (Karte)                                                                                    |               |                                                                                              |    |
| Fotos hochladen                         | Sprungschanze mit Denkmal                                                 | Oberhof, Crawinkler Straße o. Nr. (Karte)                                                                           |               | Die 1952 eröffnete Jugendschanze wurde 2017 abgebrochen und 2018 durch einen Neubau ersetzt. |    |
| weitere Bilder Fotos hochladen          | Gefallenendenkmal für den Ersten Weltkrieg                                | Oberhof, Crawinkler Straße o. Nr.; Theo-Neubauer-Straße (Karte)                                                     |               |                                                                                              |    |
| weitere Bilder Fotos hochladen          | Kino mit Ausstattung                                                      | Oberhof, Jägerstraße 4; Kreuzweg 7 (Karte)                                                                          |               |                                                                                              |    |
| weitere Bilder Fotos hochladen          | Evangelische Christuskirche                                               | Oberhof, Jägerstraße 8 (Karte)                                                                                      |               |                                                                                              |    |
| Fotos hochladen                         | Wohnhaus                                                                  | Oberhof, Jägerstraße 9 (Karte)                                                                                      |               |                                                                                              |    |
| weitere Bilder Fotos hochladen          | Forstarbeiterdenkmal                                                      | Oberhof, Rennsteig o. Nr. (Karte)                                                                                   |               |                                                                                              |    |
| weitere Bilder Fotos hochladen          | Brandleitetunnel                                                          | Oberhof, Rennsteig o. Nr. (Karte)                                                                                   | 19. März 1884 |                                                                                              |    |
| weitere Bilder Fotos hochladen          | Straßenbaudenkmal mit Umfriedung                                          | Oberhof, Rennsteig o. Nr.; Am Pfanntalskopf; Rennsteig (Karte)                                                      |               |                                                                                              |    |
| weitere Bilder Fotos hochladen          | Denkmal für Herzog Ernst II (1818–1893) von Sachsen-Coburg und Gotha      | Oberhof, Stadtplatz o. Nr.; Alte Ohrdrufer Straße; Crawinkler Straße; Gräfenrodaer Straße; Tambacher Straße (Karte) |               |                                                                                              |    |
| Fotos hochladen                         | Pfarrhaus mit Innenausstattung                                            | Oberhof, Tambacher Straße 18 (Karte)                                                                                |               |                                                                                              |    |
| Fotos hochladen                         | Wohnhaus                                                                  | Oberhof, Tambacher Straße 24 (Karte)                                                                                |               |                                                                                              |    |
| Fotos hochladen                         | Wohnhaus mit Umfriedung                                                   | Oberhof, Tambacher Straße 28 (Karte)                                                                                |               |                                                                                              |    |
| Fotos hochladen                         | Wohnhaus mit Nebengebäude, Haus Hofmann                                   | Oberhof, Tambacher Straße 9 (Karte)                                                                                 |               |                                                                                              |    |
| weitere Bilder Fotos hochladen          | Wohnhaus mit Innenausstattung, Nebengebäude Berghotel Oberhof             | Oberhof, Theodor-Neubauer-Straße 14, 20 (Karte)                                                                     |               |                                                                                              |    |
| Fotos hochladen                         | Café Luisensitz mit Ausstattung und Gartenskulpturen                      | Oberhof, Theodor-Neubauer-Straße 25 (Karte)                                                                         |               |                                                                                              |    |
| weitere Bilder Fotos hochladen          | Interhotel Panorama mit Innenausstattung                                  | Oberhof, Theodor-Neubauer-Straße 29 (Karte)                                                                         |               |                                                                                              |    |
| Fotos hochladen                         | Wohnhaus mit Laden und Innenausstattung                                   | Oberhof, Zellaer Straße 12 (Karte)                                                                                  |               | Als kaiserliches Postamt 1889/1890 errichtet                                                 |    |
| Direkt Bild zu diesem Denkmal hochladen | Ferienheim Rennsteig mit Außenwandbild                                    | Oberhof, Zellaer Straße 2-4                                                                                         |               | Ferienheim Rennsteig 2002 abgebrochen                                                        |    |
| Fotos hochladen                         | Wohnhaus                                                                  | Oberhof, Zellaer Straße 40; Waldstraße (Karte)                                                                      |               | mit Innenausstattung                                                                         |    |
| weitere Bilder Fotos hochladen          | Ehemalige Golfplatz mit Hotel und Clubhaus Herzoglicher Golf-Club Oberhof | Oberhof, Zellaer Straße 44, 46 (Karte)                                                                              |               | 2025 wurde der Abbruch des teilweise eingestürzten Hotels genehmigt.                         |    |
| Fotos hochladen                         | Gedenktafel                                                               | Oberhof, im Rennsteig-Garten                                                                                        |               |                                                                                              |    |
| weitere Bilder Fotos hochladen          | Gedenkstein Rondell                                                       | Oberhof (Karte) |               |                                                                                              |    |